# Enllaç C-Ga

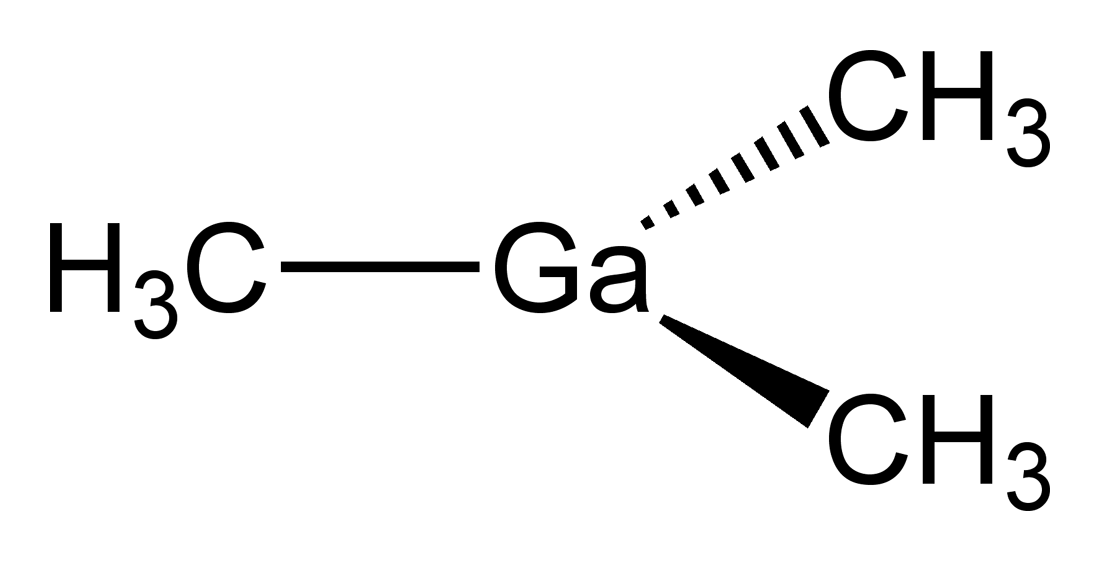
Trimetilgal·li

Els compostos d'organogal·li (o compostos orgànics del gal·li) són compostos químics que contenen un enllaç químic entre carboni (C) i gal·li (Ga) (enllaç C-Ga).
La química de l'organogal·li és la ciència corresponent que explora les propietats, l'estructura i la reactivitat d'aquests compostos. Malgrat la seva alta toxicitat, els compostos d'organogal·li tenen algun ús en la síntesi orgànica. El compost trimetilgal·li té certa rellevància per a la MOCVD com a precursor de l'arsenur de gal·li mitjançant la seva reacció amb arsina a 700 °C: 
Ga(CH₃)₃ + AsH₃ → GaAs + 3CH₄
El triclorur de gal·li és un reactiu important per a la introducció de gal·li en compostos orgànics.
El principal estat d'oxidació del gal·li és Ga(III), com en tots els elements del grup 13 inferior (com l'alumini).

## Química de l'organogal·li(III)
Els compostos del tipus R₃Ga són monomèrics. L'acidesa de Lewis disminueix en l'ordre Al > Ga > In i, com a resultat, els compostos d'organogal·li no formen ponts dímers com ho fan els compostos d'organoalumini. Els compostos organogal·li també són menys reactius que els compostos d'organoalumini. Formen peròxids estables.
Els compostos organogal·li es poden sintetitzar per transmetal·lació, per exemple la reacció del gal·li metàl·lic amb dimetilmercuri:
2Ga + 3Me₂Hg → 2Me₃Ga + 3 Hg
o mitjançant compostos d'organoliti o Grignards:
GaCl₃ + 3MeMgBr → Me₃Ga + 3MgBrCl
La naturalesa deficient d'electrons del gal·li es pot eliminar mitjançant la formació de complexos, per exemple
Me₂GaCl + NH₃ → [Me₂Ga(NH₃)Cl]+Cl−
També es coneix la formació del complex π amb alquins.
Els compostos d'organogal·li són reactius o intermedis en diverses classes de reaccions orgàniques:
- Reaccions de tipus Barbier amb gal·li elemental, substrats al·lílics i compostos carbonílics

- Reaccions de carbometal·lació (carbogal·lació).[4]

## Química organometàl·lica del grup 13 superior
La química de l'organoindi i la química de l'organotal·li són paral·leles a la de l'organogal·li en molts aspectes. L'indi i el tal·li en estat d'oxidació +1 són més comuns, per exemple els metal·locens de ciclopentadienilindi(I) i ciclopentadieniltal·li.
El trimetilindi és important en la indústria dels semiconductors. Una característica especial del tal·li és la tal·lació electròfila de compostos aromàtics, que recorda la mercuració (el veí del grup 12). Un reactiu comú per a aquest propòsit és el trifluoroacetat de tal·li(III). El bisfluoroacetat d'ariltal·li intermedi es pot aïllar i convertir en un halogenur d'aril, cianur d'aril, aril tiol o nitroarè. Un exemple és la iodació del p-xilè.

Tal·lació d'arè

Un tema específic d'investigació del nínxol de l'indi és l'al·lició mediada per l'indi.